# 祝一帆
祝一帆（1988年3月1日—），是中国足球运动员，司职后腰，目前效力于中超联赛球队长春亚泰。

## 俱乐部生涯
祝一帆是一名土生土长的北京人，早年间加入北京国安青年队。后于2008年进入一线队并且在2009年6月13日北京国安主场1-0击败天津泰达的中超联赛中上演首秀。随后祝一帆逐渐成为队内的主力替补直到2010年2月23日北京国安主场1-0击败墨尔本胜利的亚冠联赛中首次首发出场。同年4月18日，祝一帆在北京国安主场1-0战胜陕西浐灞的比赛中攻入自己的首粒联赛进球。
2013年12月31日，在结束了一年的租借期后，祝一帆正式转会中超联赛球队河南建业。
2015年2月，祝一帆转会加盟中超联赛球队长春亚泰。
2020年，祝一帆与当时的东家南通支云在重签合同时，就250万元安家费问题发生了争执，祝一帆称球队拖欠薪水和奖金，并申请仲裁；2021年1月13日初审仲裁结果下达，南通支云表示认可但要上诉；同年12月，法院经过计算，最终判决南通支云支付祝一帆安家费166.67万元。

## 国家队生涯
祝一帆曾代表国少队参加了2005年在秘鲁举办的U17世界杯，并随队闯入八强。